# 梅川東居
梅川 東居（うめかわ とうきょ、生没年不詳）とは、江戸時代の浮世絵師。

## 来歴
梅川東南の息子、東拳とも。作画期は安政から文久にかけてで、美人画の錦絵の他、狂歌本や仏書の類に挿絵を描いている。

## 作品
- 『観世音霊験図会』4冊　※安政2年（1855年）刊行
- 『秀雅三十六歌仙』　絵入狂歌本　※大平庵清卿撰、安政5年刊行
- 『大御法会庭儀図』　※文久元年（1861年）
- 『風流照葉狂言』　※狂言堂雲外述
- 「京土産御代春」　大判錦絵　※安政頃
- 「都百景」　中判錦絵揃物　※文久頃
- 「東海道五十三駅道中細見双六」　三重県総合博物館所蔵